# José Malhoa
Ne doit pas être confondu avec José Malhoa (chanteur).
José Vital Branco Malhoa, né à Caldas da Rainha le 28 avril 1855 et mort à Figueiró dos Vinhos le 26 octobre 1933, est un peintre naturaliste portugais.

## Biographie
Son goût pour le dessin et la peinture est précoce puisqu'il entre à 12 ans à l'école des Beaux-Arts. Ses toiles rencontrent rapidement un vif succès. Peintre avant tout naturaliste, il ne dédaigne pas la peinture historique (Portrait de la reine Leonor) et certaines de ses toiles sont d'inspiration nettement impressionniste (Praia das Maçãs (1918)). Il intègre le Groupe des Lions, un cénacle de peintres. Il s'est vu confier la décoration de nombreux bâtiments officiels et réalise ainsi le plafond du musée de l'artillerie à Lisbonne.
Un musée lui est entièrement consacré dans sa ville natale de Caldas da Rainha. 

## Quelques œuvres

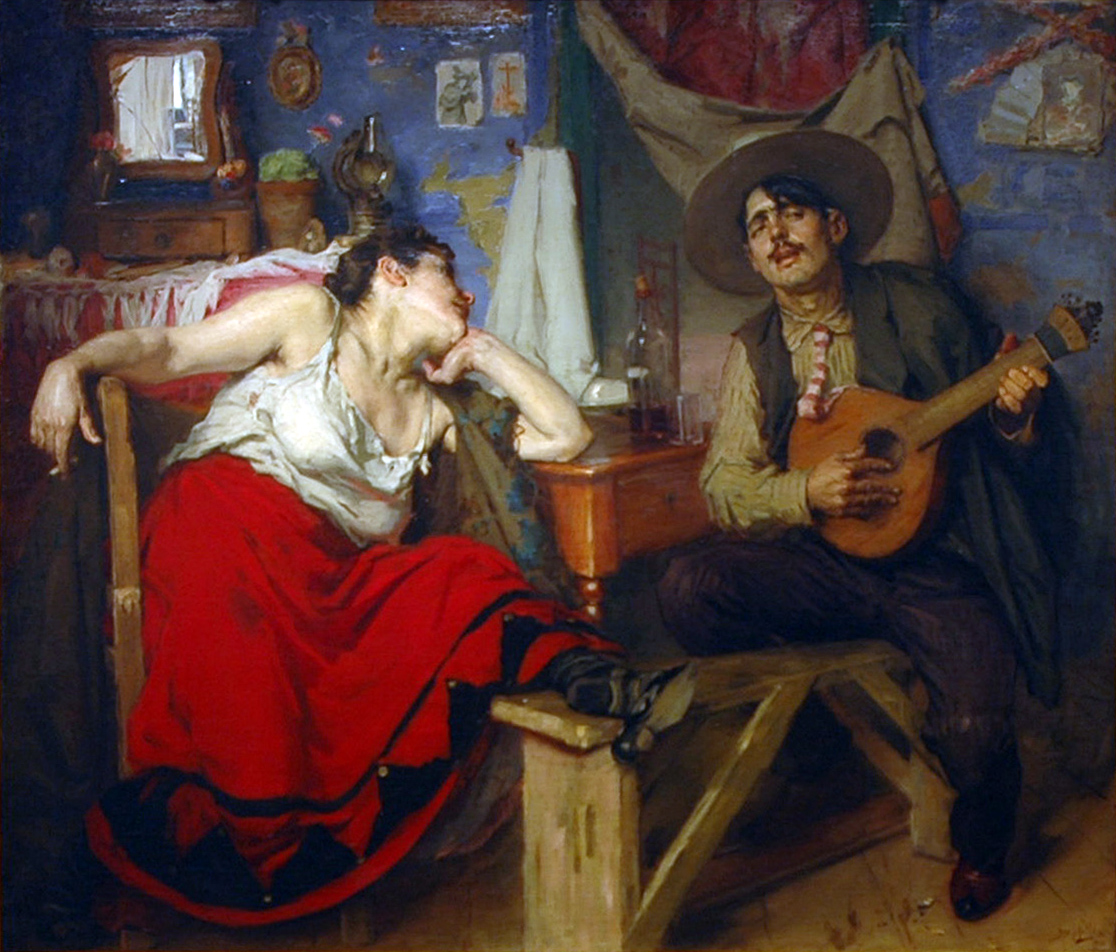
Fado
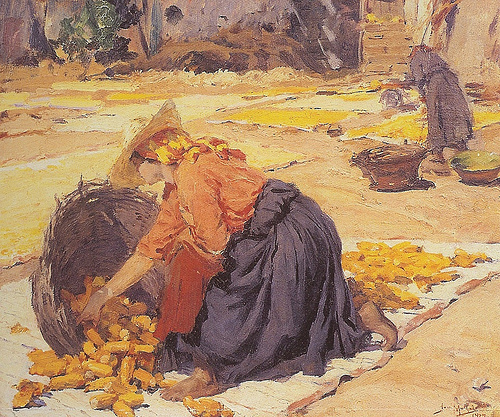
Maïs au soleil
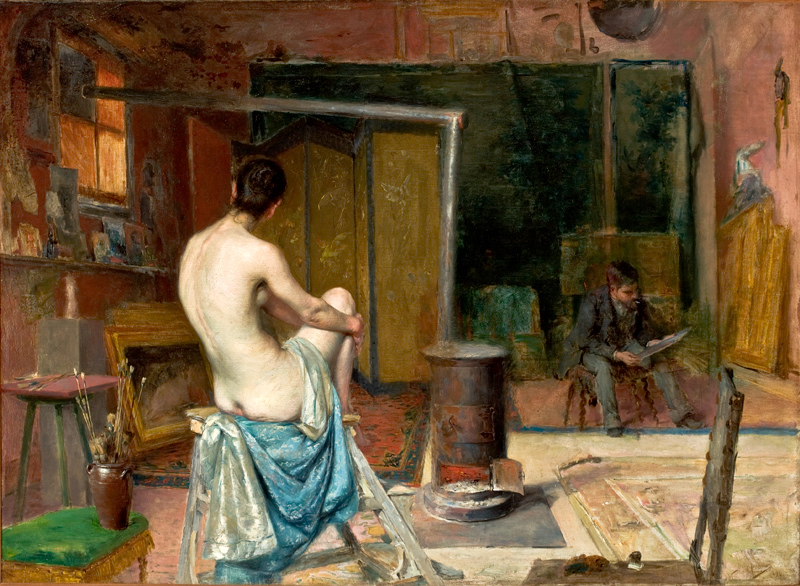
L'atelier de l'artiste
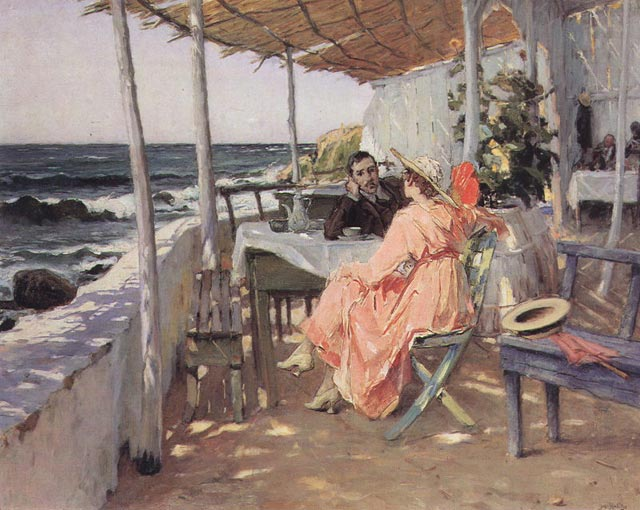
Praia das Macas